# Short track al XV Festival olimpico invernale della gioventù europea
Lo short track al XV Festival olimpico invernale della gioventù europea si è svolto dal 22 al 25 marzo 2022 a Vuokatti in Finlandia. 

## Podi

### Ragazzi
| Evento           | Oro                 | Tempo    | Argento           | Tempo    | Bronzo              | Tempo    |
| 1500m (dettagli) | Alessandro Loreggia | 2:21.247 | Lorenzo Previtali | 2:21.837 | Tawan Thomas        | 2:24.708 |
| 500m (dettagli)  | Tawan Thomas        | 42.618   | Lorenzo Previtali | 42.782   | Niels Bergesma      | 42.957   |
| 1000m (dettagli) | Lorenzo Previtali   | 1:32.314 | Tawan Thomas      | 1:32.327 | Alessandro Loreggia | 1:32.429 |

### Ragazze
| Evento           | Oro         | Tempo    | Argento            | Tempo    | Bronzo           | Tempo    |
| 1500m (dettagli) | Zoë Deltrap | 2:27.966 | Maja Dóra Somodi   | 2:28.882 | Eva Grenouilloux | 2:28.984 |
| 500m (dettagli)  | Zoë Deltrap | 46.515   | Melinda Schörnborn | 46.567   | Tamara Tokarova  | 46.263   |
| 1000m (dettagli) | Zoë Deltrap | 1:37.582 | Maja Dóra Somodi   | 1:37.716 | Bérénice Comby   | 1:37.723 |

### Misto
| Evento                     | Oro         | Tempo    | Argento | Tempo    | Bronzo  | Tempo    |
| Staffetta 3000m (dettagli) | Paesi Bassi | 4:20.299 | Italia  | 4:23.639 | Polonia | 4:30.471 |

## Medagliere
| Pos.   | Paese       | Oro | Argento | Bronzo | Totale |
| ------ | ----------- | --- | ------- | ------ | ------ |
| 1.     | Paesi Bassi | 4   | 0       | 1      | 5      |
| 2.     | Italia      | 2   | 3       | 1      | 6      |
| 3.     | Francia     | 1   | 1       | 3      | 5      |
| 4.     | Ungheria    | 0   | 3       | 0      | 3      |
| 5.     | Slovacchia  | 0   | 0       | 1      | 3      |
| 5.     | Polonia     | 0   | 0       | 1      | 1      |
| Totale | Totale      | 7   | 7       | 7      | 21     |